# Cindy Pickett
Cindy Pickett (Sand Springs, Oklahoma, 18 de abril de 1947) é uma atriz estadunidense, mais conhecida por seu trabalho como a mãe de Ferris Bueller no filme Curtindo a Vida Adoidado, estrelado por Matthew Broderick.

## Biografia

### Vida pessoal
Pickett nasceu em Sand Springs, sendo filha de Cecil Pickett, um diretor e professor de teatro. Ela conheceu seu ex-marido, Lyman Ward, durante as gravações de Ferris Bueller's Day Off, onde ambos interpretavam os pais do personagem Ferris Bueller (Matthew Broderick). Eles começaram a namorar e depois se casaram; tiveram dois filhos e se separaram em 1992.

### Carreira
O primeiro papel de Pickett em Hollywood foi o de Jackie Marler em Guiding Light, entre os anos de 1976 e 1980. Assim que se retirou da telenovela, Cindy interpretou um papel central no filme Night Games, um conto erótico dirigido por Roger Vadim. Outros papéis notórios  da atriz em séries de televisão incluem Call to Glory, St. Elsewhere, The Pretender, CSI: Miami e Hyperion Bay.

## Filmografia

### Televisão
- 2007 Medium como Tanya King
- 2007 Cold Case como Sara
- 2006 Ghost Whisperer como Marybeth
- 2005 CSI: Miami como Miranda Lewis
- 2005 NYPD Blue como Francine Beckett
- 2004 The Division como Sra. Burke
- 2001 The Huntress como Gina Thorson
- 1999 Hyperion Bay como Marjorie Sweeney
- 1997 The Pretender como Dr. Shafton
- 1995 Sirens como Pam Dunbridge
- 1994 Murder, She Wrote como Joanna Sims
- 1988 St. Elsewhere como Dr. Carol Novino
- 1987 Amerika como Amanda Bradford
- 1986 Alfred Hitchcock Presents como Marcia Loomis
- 1984 Call to Glory como Vanessa Sarnac
- 1984 Magnum, P.I. como Karen Teal
- 1984 Simon & Simon como Addie Becker
- 1984 Riptide como Natalie Kramer
- 1983 Bring 'Em Back Alive como Laura Davies
- 1981 The Cherokee Trail como Mary Breydon
- 1980 Guiding Light como Jackie Scott Marler Spaulding

### Cinema
- 2008 The Village Barbershop como Josie
- 2005 Hate Crime como Barbara McCoy
- 1997 Painted Hero como Sadie
- 1996 Coyote Summer como Maggie Foster
- 1995 Evolver como Melanie Baxter
- 1993 Son in Law como Connie Warner
- 1993 The Goodbye Bird como Sharon Phillips
- 1992 Sleepwalkers como Sra. Robertson
- 1992 Original Intent como Marguerite
- 1991 Crooked Hearts como Jill
- 1989 DeepStar Six como Dr. Diane Norris
- 1988 Hot to Trot como Victoria Peyton
- 1986 The Men's Club como Hannah
- 1986 Ferris Bueller's Day Off como Katie Bueller
- 1983 Circle of Power como Lyn Nilsson
- 1983 Hysterical como Kate
- 1980 Night Games como Valerie St. John